# Jaguaribara
Jaguaribara là một đô thị thuộc bang Ceará, Brasil. Đô thị này có diện tích 668,291 km², dân số năm 2007 là 9951 người, mật độ 14,89 người/km².